# Johan Christopher Stricker
Johan Christopher Stricker, född den 28 januari 1726 i Stockholm, död den 24 februari 1792 i Karlshamn, var en svensk bibliolog.
Stricker blev filosofie magister i Greifswald och prästvigdes 1752. Han utnämndes 1764 till ordinarie kunglig hovpredikant och pastor vid Livdrabantkåren, 1768 till kyrkoherde i Karlshamn och 1769 till prost samt erhöll teologie doktorsvärdigheten 1772. 
Stricker var en på sin tid berömd predikant. Han utgav Försök till ett svenskt homiletiskt bibliotek (I, 1767), innehållande register över alla på svenska dittills utkomna predikoarbeten, och ombesörjde utgivningen av Abraham Petterssons "Postilla" (1764- 68). Strickers stora samling av predikolitteratur tillhör Lunds universitets bibliotek. 
Hans stora brevsamling, förvarad i kungliga biblioteket i Stockholm, innehåller en mängd brev från tiden 1752-90. Nyheter och anekdoter för dagen meddelas, mest rörande kyrkliga företeelser, befordringsfrågor, riksdagsmannaval, men även i politiska och litterära ämnen. 
Till Strickers flitigaste korrespondenter hörde kyrkoherden i Klara församling, K.J. Hauswolf, professor E.J. Almquist i Uppsala, domprostarna Sven Baelter och Johan Rogberg samt ett flertal bland ämbetsbröderna i Lunds stift, bland andra sedermera biskopen Petrus Munck. "Om tillförlitligheten af i brefven meddelade underrättelser uttalade redan biskop V. Faxe ett befogadt varningens ord", skriver Edvard Magnus Rodhe i Nordisk Familjebok.